# Ekohumanism
Ekohumanism är ett begrepp som tidigare användes av Centerpartiet och Centerpartiets ungdomsförbund för att beteckna den egna idépolitiken. Trots att en del av tanken var att svära sig fri från traditionella ideologier kan ekohumanismen sorteras under den bredare benämningen agrarianism. 
Begreppet myntades 1983 av historikern Hans Albin Larsson i Grön idé: ekohumanism, som skrevs på uppdrag av centerns partistyrelse.   

## Ideologibeskrivning
I Grön idé: ekohumanism från 1983 heter det att boken innehåller "en principiell och kortfattad beskrivning av ett idésystem, ekohumanism (av ekologi och humanism) som till skillnad från de klassiska ideologierna kan förena frihetsideal, trygghet, resurshushållning, jämlikhet och solidaritet". Idésystemet sägs ha utvecklats med de nordiska centerpartierna under 1900-talet, även om det inte dittills (före 1983) formulerats i ett sammanhang. 
Ekohumanismen förenar humanismens respekt för människovärdet och tro på varje människas möjligheter med ekologins insikter om de villkor naturen ger för människa och samhälle. 
Genom decentralisering skall den enskilda individen skyddas mot statliga övergrepp på individens självbestämmande. De som berörs av ett problem skall fatta beslutet om hur man löser det tillsammans istället för att någon annan beslutar det åt dem. 
Ett annat viktigt problemområde är egenintressets konflikt med miljön. Ekohumanister anser det vara av yttersta vikt att ett långsiktigt perspektiv ligger till grund för hur ändliga resurser utnyttjas, såväl exploatering av natur- och kulturvärden ges såväl sociala som ekologiska ramar. 
Erik A. Egervärn har sammanfattat begreppet ekohumanism med orden:
| ”                                                  | Ekohumanismen är en naturlig idébas för ett parti med sina rötter i bondesamhället. Bondens inbyggda insikt om att bruka utan att förbruka innebär ett ekologiskt förhållningssätt. Bondens individualism och tro på sin egen förmåga, kopplat till landsbygdens krav på samarbete, är utflöden av en humanism med både ansvarstagande och kollektiv solidaritet. | „ |
| – Erik A. Egervärn, Politisk tidskrift, nr 3, 1985 | |   |